# حسن البرقاوي
ولد حسن محمد صالح البرقاوي في قرية برقة قضاء نابلس عام 1891 ونشأ فيها. تلقى علومه الأساسية في كتّأب القرية بعدها تحول إلى المدرسة الدينية في نابلس ومنها سافر إلى الأزهر الشريف ونال الشهادة الأهلية العامة. وفي أثناء الحرب العالمية الأولى أُخذ جنديًا إلى دمشق وهناك اتصل بعدد من علماء الشام مثل صبري العسلي والشيخ بهجة البيطار والشيخ عبد الفتاح الإمام ومحمد الأنسي وقد تمكن من نشر عدة مقالات في جريدة العمران وجريدة ألف باء ومجلة التمدن الإسلامي. ثم عين معلمًا في دمشق ثم في حمص ثم عاد إلى فلسطين ثم إلى الأردن عام 1925 حيث كان في طليعة الرعيل الأول الذين جاؤوا إلى الأردن وقد بدأ عمله معلمًا في مدرسة تجهيز الكرك في الفترة بين 1925 حتى عام 1929 وقد تم نقله بعد ذلك إلى مدرسة تجهيز إربد وبقي فيها حتى عام 1932 ليتم إعادته بعد ذلك إلى مدرسة تجهيز الكرك وبقي فيها حتى عام ,1936 حيث نُقل بعدها مساعدًا لمفتش المعارف في لواء البلقاء واستمر في عمله هذا حتى أحيل إلى التقاعد عام 1960 ، ومما يجدر ذكره أن حسن البرقاوي قد زار هزاع المجالي وكان محتجًا على إحالته على التقاعد وقد كان مجلس الوزراء منعقدًا فأصر عند دخوله على المجلس أن يجلسه في مكانه وأعاده إلى الخدمة. وفي موقف مشابه ودال على تقدير رجالات الدولة والقياديين المسؤولين لحسن البرقاوي فقد حدث أن زار حسن البرقاوي القيادة العامة طالبًا تجنيد أحد أبنائه فأبى المشير حابس المجالي أن يستقبله إلا بعد أن أعد له حرس شرف وثلة عسكرية وأدوا له التحية على أنغام الموسيقى، الأمر الذي سر البرقاوي لأنه قد حظي بهذا الاحترام والتقدير من طلابه. حتى منح لقب « أستاذ الجيل « وقد سميت مدرسة من مدارس وزارة التربية والتعليم باسمه، وهي مدرسة « حسن البرقاوي « الثانوية للبنين في الأشرفية، وكان أول من حصل على وسام التربية والتعليم من الدرجة والأولى، وقد بقي قابضًا على مشعل التربية والتعليم، ولم يترك العمل ونقل المعرفة حتى وفاته في عمان عام 1969.